# Pampasatyrus johanna
Pampasatyrus johanna är en fjärilsart som beskrevs av Gustav Weymer 1911. Pampasatyrus johanna ingår i släktet Pampasatyrus och familjen praktfjärilar. Inga underarter finns listade i Catalogue of Life.